# Тројврх
Тројврх је насељено место у сјеверној Лици, у саставу општине Јосипдол, Карловачка жупанија, Република Хрватска.

## Историја
До територијалне реорганизације у Хрватској налазио се у саставу бивше велике општине Огулин. Тројврх се од распада Југославије до августа 1995. године налазио у Републици Српској Крајини.

## Становништво
Насеље је према попису становништва из 2011. године имало 32 становника.

### Број становника по пописима
| Националност   | 2001. | 1991. | 1981. | 1971. | 1961. | 1953. | 1948. | 1931. | 1921. | 1910. | 1900. | 1890. | 1880. | 1869. | 1857. |
| бр. становника | 40    | 96    | 142   | 216   | 279   | 324   | 419   | 618   | 559   | 428   | 365   | 408   | 560   | 483   | 495   |

- напомене:

Од 1857 до 1880. садржи податке за насеље Војновац, а од 1910. до 1948. део података за исто насеље.

### Национални састав
| Националност       | 2001.       | 1991.       | 1981.       | 1971.        | 1961.        |
| Хрвати             | 29 (72,50%) | 25 (26,04%) | 14 (9,85%)  | 44 (20,37%)  | 66 (23,65%)  |
| Срби               | 10 (25,00%) | 61 (63,54%) | 55 (38,73%) | 149 (68,98%) | 213 (76,34%) |
| Југословени        | 0           | 8 (8,33%)   | 69 (48,59%) | 19 (8,79%)   | 0            |
| остали и непознато | 1 (2,50%)   | 2 (2,08%)   | 4 (2,81%)   | 4 (1,85%)    | 0            |
| Укупно             | 40          | 96          | 142         | 216          | 279          |